# ホースチェスナット
ホースチェスナット（Horse Chestnut、1995年8月19日 - 2015年2月20日）は南アフリカ共和国の競走馬。1999年に南アフリカ三冠を達成したほか、北アメリカでも勝利した。1998年 - 1999年南アフリカ年度代表馬。馬名は英語でセイヨウトチノキ（馬栗）のこと。調教師はドバイでの活躍で知られるマイケル・デコック (Michael de Kock) 。

## 経歴
1998年に南アフリカでデビュー。1999年にはケープアーガスギニーズ (G1) 、サウスアフリカンクラシック (G1) 、サウスアフリカンダービー (G1) をすべて圧勝し55年ぶりに三冠を達成した。とくにケープアーガスギニーズは6馬身と4分の3差、サウスアフリカンダービーは10馬身差もの大差での勝利であった。古馬が相手のJ&Bメトロポリタンステークス (G1) も8馬身と4分の1差で圧勝しており、この年の年度代表馬にも選出されている。
2000年は当初予定したヨーロッパ遠征がケープタウンで発生した家畜伝染病（アフリカ馬疫）のため困難になったことから北アメリカへの遠征を敢行。2か月以上の検疫のうえ、約8か月振りの出走となった初ダート、ブロワードハンデキャップ (G3) を2番人気ながら5馬身半差で勝利、ここを叩き台にG1ドンハンデキャップを目指したが、左前肢の骨折で引退を余儀なくされてしまった。
引退後はアメリカ合衆国で種牡馬として供用されていたが、産駒の多くが芝への適性を示したことからダート競走が中心のアメリカでは種牡馬としての人気がじょじょに下降していく。そのため2009年からは生まれ故郷のケープタウンで供用されることになった。
また、南アフリカではこの馬を記念し、ホースチェスナットステークス (G1) が行われている。
2015年2月20日、南アフリカのドラケンシュタインスタッドで心不全により死去した。

## 血統表
| ホースチェスナットの血統（サドラーズウェルズ系 / Nearco5×5×5=9.38%、Donatello II5×5=6.25%） | ホースチェスナットの血統（サドラーズウェルズ系 / Nearco5×5×5=9.38%、Donatello II5×5=6.25%） | ホースチェスナットの血統（サドラーズウェルズ系 / Nearco5×5×5=9.38%、Donatello II5×5=6.25%） | （血統表の出典） | （血統表の出典） |
| 父 Fort Wood 1990 鹿毛                                                                      | 父の父Sadler's Wells 1981 鹿毛                                                              | Northern Dancer                                                                             | Nearctic         | Nearctic         |
| 父 Fort Wood 1990 鹿毛                                                                      | 父の父Sadler's Wells 1981 鹿毛                                                              | Northern Dancer                                                                             | Natalma          |                  |
| 父 Fort Wood 1990 鹿毛                                                                      | 父の父Sadler's Wells 1981 鹿毛                                                              | Fairy Bridge                                                                                | Bold Reason      | Bold Reason      |
| 父 Fort Wood 1990 鹿毛                                                                      | 父の父Sadler's Wells 1981 鹿毛                                                              | Fairy Bridge                                                                                | Special          |                  |
| 父 Fort Wood 1990 鹿毛                                                                      | 父の母Fall Aspen 1976 栗毛                                                                  | Pretense                                                                                    | Endeavour        | Endeavour        |
| 父 Fort Wood 1990 鹿毛                                                                      | 父の母Fall Aspen 1976 栗毛                                                                  | Pretense                                                                                    | Imitation        |                  |
| 父 Fort Wood 1990 鹿毛                                                                      | 父の母Fall Aspen 1976 栗毛                                                                  | Change Water                                                                                | Swaps            | Swaps            |
| 父 Fort Wood 1990 鹿毛                                                                      | 父の母Fall Aspen 1976 栗毛                                                                  | Change Water                                                                                | Portage          |                  |
| 母 London Wall 1978 鹿毛                                                                    | 母の父Col Pickering 1971 鹿毛                                                               | Wilwyn                                                                                      | Pink Flower      | Pink Flower      |
| 母 London Wall 1978 鹿毛                                                                    | 母の父Col Pickering 1971 鹿毛                                                               | Wilwyn                                                                                      | Saracen          |                  |
| 母 London Wall 1978 鹿毛                                                                    | 母の父Col Pickering 1971 鹿毛                                                               | Julie Andrews                                                                               | Shantung         | Shantung         |
| 母 London Wall 1978 鹿毛                                                                    | 母の父Col Pickering 1971 鹿毛                                                               | Julie Andrews                                                                               | Eliza Doolittle  |                  |
| 母 London Wall 1978 鹿毛                                                                    | 母の母Nalatale 1966 芦毛                                                                    | Grey Sovereign                                                                              | Nasrullah        | Nasrullah        |
| 母 London Wall 1978 鹿毛                                                                    | 母の母Nalatale 1966 芦毛                                                                    | Grey Sovereign                                                                              | Kong             |                  |
| 母 London Wall 1978 鹿毛                                                                    | 母の母Nalatale 1966 芦毛                                                                    | Antalya                                                                                     | Acropolis        | Acropolis        |
| 母 London Wall 1978 鹿毛                                                                    | 母の母Nalatale 1966 芦毛                                                                    | Antalya                                                                                     | Rosario F-No.1-p |                  |